# Blumbungan
Blumbungan is een bestuurslaag in het regentschap Pamekasan van de provincie Oost-Java, Indonesië. Blumbungan telt 16.903 inwoners (volkstelling 2010).